# 1777
1777 (MDCCLXXVII) fue un año común comenzado en miércoles según el calendario gregoriano.

## Acontecimientos
- 3 de enero: En el marco de la guerra de independencia de Estados Unidos, el general estadounidense George Washington vence al general británico Charles Cornwallis en la batalla de Princeton.
- 9 de enero: en la villa de Santafé de Bogotá (virreinato de Nueva Granada), el virrey Manuel Antonio Flórez Maldonado inaugura la Real Biblioteca (hoy Biblioteca Nacional de Colombia), que había sido fundada el año anterior por el virrey Manuel Guirior.
- 20 de febrero: en el Reino de España, el rey Carlos III prohíbe el baile en el interior de las iglesias.
- 13 de junio: en el estado de Carolina del Sur (Estados Unidos), Gilbert du Motier, marqués de Lafayette ―en el marco de la Guerra de la Independencia de los Estados Unidos― desembarca cerca del puerto de Charleston, y ofrece sus servicios no remunerados para entrenar al ejército del Congreso Continental.
- 13 de junio: en Yarosláv (Polonia), 325 km al sureste de Varsovia, llegan varios monjes dominicos para crear el Santuario de Nuestra Señora de los Dolores, después de que se incendiara su anterior monasterio en Bochnia (177 km al oeste).
- 13 de junio: en Ebersdorf (Alemania) el príncipe Frans de Sajonia-Coburgo-Saalfeld se casa con la condesa Augusta Van Reuss-Bersdorf y Lobenstein.
- 1 de octubre: se firma el Primer tratado de San Ildefonso entre España y Portugal sobre límites en la América meridional y cesión a España de las islas de Fernando Poo y Annobón.
- 8 de septiembre: en el norte de Sudamérica se declara la creación de la Capitanía General de Venezuela
- 17 de septiembre a 17 de octubre: en Saratoga (294 km al norte de Nueva York), el general estadounidense Horatio Gates vence a los británicos en la batalla de Saratoga.
- 29 de noviembre: en la provincia de California, que en esa época era parte del virreinato de la Nueva España (actual México), el español Felipe de Neve funda la aldea de San José.
- En el condado inglés de Cornualles desaparece el idioma córnico (una lengua celta britónica), que en el siglo XXI se encuentra en proceso de revitalización.
- En la provincia del Uruguay (parte del virreinato del Perú) sucede el quinto y último sitio de la villa de Colonia del Sacramento.
- En el virreinato del Perú comienza la expedición botánica española, dirigida por Hipólito Ruiz y que regresó en 1788.
- En Estados Unidos, Benjamin Franklin (1706-1790) es nombrado como el primer embajador de los Estados Unidos e inicia en París una campaña en favor de la causa americana. Voluntarios aristócratas europeos como el marqués de La Fayette, el héroe polaco Tadeusz Kościuszko y el general prusiano Friedrich Wilhelm von Steuben luchan contra el Imperio británico bajo las órdenes de George Washington.

## Ciencia y tecnología
- Charles Coulomb plantea la Ley de Coulomb que rige la interacción de las cargas eléctricas.
- Erxleben describe por primera vez la foca barbuda (Erignathus barbatus)
- Erxleben describe por primera vez la foca pía (Pagophilus groenlandicus)
- Erxleben describe por primera vez la foca capuchina (Cystophora cristata)

## Nacimientos
- 2 de enero: Christian Daniel Rauch, escultor (f. 1857)
- 13 de enero: Elisa Bonaparte, duquesa de Toscana, hermana de Napoleón Bonaparte (f. 1820)
- 30 de abril: Carl Friedrich Gauss, matemático alemán (f. 1855)
- 27 de julio: Nazario Eguía, militar español (f. 1865)
- 27 de septiembre: Simón de Rojas Clemente y Rubio, botánico español (f. 1827)
- 4 de octubre: Francisco de la Lastra, militar chileno (f. 1852)
- 9 de octubre: San Gaspar Bertoni, Santo Italiano, fundador (f. 1853)
- 15 de octubre: Manuel José Anguita Téllez conocido también como Rafael de Vélez Prelado y apologista español (f. 1850)
- 7 de noviembre: José Félix Bogado, militar argentino de origen paraguayo (f. 1829).
- 22 de noviembre: José Cecilio del Valle, filósofo, político, abogado y periodista hondureño (f. 1834).
- 14 de diciembre: Juan Nicasio Gallego, poeta español (f. 1852)
- 23 de diciembre: Alejandro I, zar de Rusia (1801-1825)
- Vicente Benavides Llanos, militar chileno
- José León Domínguez, militar y político argentino (f. 1833).
- Tu'i Malila, tortuga Astrochelys radiata que vivió durante 188 años. (f. 1965)

## Fallecimientos
- 24 de febrero: José I de "El Reformador", rey de Portugal (n. 1714).
- 22 de septiembre: John Bartram, botánico estadounidense (n. 1699)
- 25 de septiembre: Johann Heinrich Lambert, matemático, físico y astrónomo alemán de origen francés (n. 1728)
- 6 de noviembre: Bernard de Jussieu, médico y botánico francés (n. 1699)
- 17 de diciembre: Albrecht von Haller médico, anatomista, poeta y naturista suizo (n. 1708)